# Shorea agami
Espèce
Statut de conservation UICN

 NT  : Quasi menacé
Shorea agami est une espèce de plantes du genre Shorea de la famille des Dipterocarpaceae.

## Liste des sous-espèces
Selon Catalogue of Life (20 septembre 2020) :
- sous-espèce Shorea agamii subsp. agamii
- sous-espèce Shorea agamii subsp. diminuta